# Gordon Kennett
Gordon William Kennett (ur. 2 września 1953 w Bromleyu, zm. 12 września 2023 na Wyspach Kanaryjskich) – brytyjski żużlowiec.

## Życiorys

### Kariera sportowa
W 1972 r. zdobył tytuł młodzieżowego wicemistrza Wielkiej Brytanii. Wielokrotnie startował w eliminacjach indywidualnych mistrzostw świata, największy sukces odnosząc w 1978 r. w Londynie, gdzie zdobył srebrny medal. Rok 1978 był najlepszym w jego żużlowej karierze, zdobył również tytuły mistrza świata par (w Chorzowie) oraz drużynowego wicemistrza świata (w Landshut). Drugi srebrny medal DMŚ zdobył w 1981 r. w Olching.

### Życie prywatne
Brat Dave’a Kennetta i Briana Kennetta oraz wujek Edwarda Kennetta, również żużlowców.